# エレクトラグライド
Electraglide（エレクトラグライド）は、日本で開催される屋内レイヴ、テクノ・フェスティバルである。通称「エレグラ」。
晩秋期（11月末 - 12月初頭）の週末に開催されるオールナイトイベント。テクノの枠には留まらない、ダンスミュージック全般にわたる広範囲で多彩な出演者が特徴で、WIRE、METAMORPHOSEとともに日本最大の規模で開催される。

## 概要
2000年スタート。BEATINKの総合プロデュースのもと、SMASH、HOT STUFF、3社によって開催される。屋内のレイヴとしてはWIREと共に日本最大規模のもので、イギリス系のアクトを中心とした海外の著名なアーティストやDJをブッキングする。テクノを中心としたダンス系のイベントではあるがロックバンド寄りのライヴ・アクトもブッキングされることもあり、クラブ層以外にも広くロックファンなどからも認知される「秋フェス」としての側面を持つとされる。
会場はスタート時から一貫して幕張メッセでの開催が続いており（同じメッセ内でも使用ホールに関しては年毎に変動する）、2003年～2005年には東京以外にも大阪のATCホールでも開催された。
2005年の開催を機にイベントはしばらくの休催状態が続いていたが（後述）、2009年、英国の老舗テクノレーベルであるワープ20周年を祝した所属アーティストによるパッケージ・ツアーの日本公演に際して、同公演を「エレグラ」と冠して4年振りに再開された。2012年はエレグラの名称では3年ぶりに開催。

## 主な出演者

### 2000年
11月24日（金）＠幕張メッセ
- アンダーワールド
- オービタル
- リッチー・ホゥティン
- ルーク・スレーター
- トゥー・ローン・ソーズメン
- Tomo Hirata

### 2001年
11月30日（金）＠幕張メッセ
- ファットボーイ・スリム
- エイフェックス・ツイン
- ダレン・エマーソン
- ローラン・ガルニエ
- マウス・オン・マーズ
- Howie B
- プラッド
- Buffalo Daughter
- Richard Marshall

### 2002年
12月13日＠幕張メッセ
LIVE
- クラフトワーク
- スクエアプッシャー
- 砂原良徳

DJ's
- サシャ
- X-Press2
- アンドリュー・ウェザオール
- ティム・デラックス

### 2003年
11/28(金)＠幕張メッセ　11/29(土)＠ATCホール 
- アンダーワールド
- LFO
- フェリックス・ダ・ハウスキャット
- Futureshock
- 2 Many DJs
- ルーク・バイバート
- Colder

special guest:
- TOMATO

### 2004年
11/26(金)＠幕張メッセ 11/27(土)＠ATCホール
- プロディジー
- ダレン・エマーソン
- ティム・デラックス
- 2 Many DJs
- LCDサウンドシステム
- ヘックスタティック

special guest:
- デザイナーズ・リパブリック

### 2005年
11/25(金)＠幕張メッセ 11/26(土)＠ATCホール
Live:
- アンダーワールド
- コールドカット
- オウテカ
- ヴィタリック

DJ's
- カール・コックス
- クリス・カニンガム
- エイドリアン・シャーウッド
- ティガ
- テイ・トウワ
- ケン・イシイ
- Sharam Jey
- Dj KENTARO

special guest:
- The Light Surgeons

### 2009年(Warp20)
11月21日（金）＠幕張メッセ
- バトルス
- フライング・ロータス
- LFO
- クリス・カニンガム
- アンドリュー・ウェザオール
- クラーク
- ハドソン・モホーク
- スティーヴ・ベケット
- レイハラカミ
- 田中フミヤ
- O.N.O
- Dot i/o
- DJ Yogurt

### 2012年
11/23(金・祝)＠幕張メッセ 11/24(土)＠ATCホール
- オービタル
- ネイサン・フェイク●
- マーク・プリチャード・バック・トゥ・バック・トム・ミドルトン
- トゥナイト（ハドソン・モホーク×ルナイス）
- 電気グルーヴ●
- DJ Krush●
- DJ Kentaro●
- 高木正勝●
- フライング・ロータス
- スクエアプッシャー
- フォー・テット
- アモン・トビン: アイサム
- アンドリュー・ウェザオール●
- コード9
- 真鍋大度●

●のついているアーティストは幕張のみ。

### 2013年
11/29(金)＠幕張メッセ
- ジェイムス・ブレイク
- 2 Many DJ's
- モードセレクター
- セオ・パリッシュ
- シャーウッド & ピンチ (エイドリアン・シャーウッド & ピンチ)
- ファクトリー・フロア
- マシーンドラム
- ノサッジ・シング x 真鍋大度 x 堀井哲史 x 比嘉了

## 休催(06〜08年)
先述の通り、05年を最後にエレグラ名義としてのイベントはしばらく休催状態となった。06年が中止になったのは、ブッキング難航によって例年と同じ規模のメンツを維持する事が出来なかったからだといわれている（それまでの6開催の内、隔年でアンダーワールドが3度、間の年には元アンダーワールドのDJダレン・エマーソンが2度出演するなど、ヘッドライナー級のアクトに頭打ちの気分が漂っていたことは終始懸念されていたとされる）。しかし、出演者のみならず、会場で販売されるアルコール類のランク、スポンサー選定など、ユニークで良質なものに拘りを持ち開催を続けて来たBEATINKが、3万2千人以上を集客するほど巨大化し、普通、ルーティーンになってしまった2005年のイベントに対して嫌悪感を持つに至ったことが最大の要因である。
しかしその替わりなのか、本来ならばエレクトラグライド07を催すはずの日時に、同じ会場で、同じチケット代で、アンダーワールドの来日公演が企画された。主催側からは、アンダーワールドの単独公演から発展したもの、とアナウンスされたそのオールナイト・イベントは『Oblivion Ball』と題され、アンダーワールド自身がキュレーターを務めての豪華サポート・ゲストを帯同させた「フェス形式」という体裁をとった。しかしながら従来通りのエレグラともいえるこの「Oblivion with Bells」に対し、参加客の間では「実質上のエレグラ代替公演」と取る向きが強い。

### 2007年(Oblivion with Bells)
11月24日（土）＠幕張メッセ
- アンダーワールド
- ジ・オーブ
- シミアン・モバイル・ディスコ
- アンドリュー・ウェザオール
- 120デイズ

公演内容は120デイズ、シミアン・モバイル・ディスコ、アンダーワールド、ジ・オーブの順にライブを行い、転換の合間合間にアンドリュー・ウェザーオールが1時間ずつ４回のDJセット(Nu Skool set) (Dub set) (Indie/ Dance set) (Old Skool set)を行った。